# Rubén Ochandiano
Pour les articles homonymes, voir Ochandiano.
Rubén Ochandiano, né le 3 octobre 1980 à Madrid est un acteur espagnol.

## Filmographie partielle
- 1999 : Flores de otro mundo : Oscar
- 1999 : Shacky Carmine : Sebas
- 2000 : Hyde & Jekill
- 2000 : El figurante : Pablo
- 2000 : Le Cœur du guerrier : Raúl
- 2000 : San Bernardo : Voluntario
- 2001 : Silencio roto : Sebas
- 2002 : Amnèsia : Jorge Ibarréta
- 2002 : Guerreros de Daniel Calparsoro : Sergent Rubio
- 2003 : Descongélate! : Berto
- 2003 : Sortie de route (La flaqueza del bolchevique) de Manuel Martín Cuenca : Manu
- 2005 : Tapas : César
- 2007 : Tuya siempre : Alfredo
- 2008 : Che, 2e partie : Guerilla de Steven Soderbergh : Rolando
- 2008 : El patio de mi cárcel de Belén Macías (es)
- 2008 : Hace tiempo pasó un forastero
- 2009 : Étreintes brisées de Pedro Almodóvar : Ray X
- 2010 : Biutiful d'Alejandro González Iñárritu : Le flic ripoux
- 2011 : N'aie pas peur (No tengas miedo) de Montxo Armendáriz : Toni
- 2016 : Infiltrator de Brad Furman : Gonzalo Mora Jr.